# Eliza Vozemberg

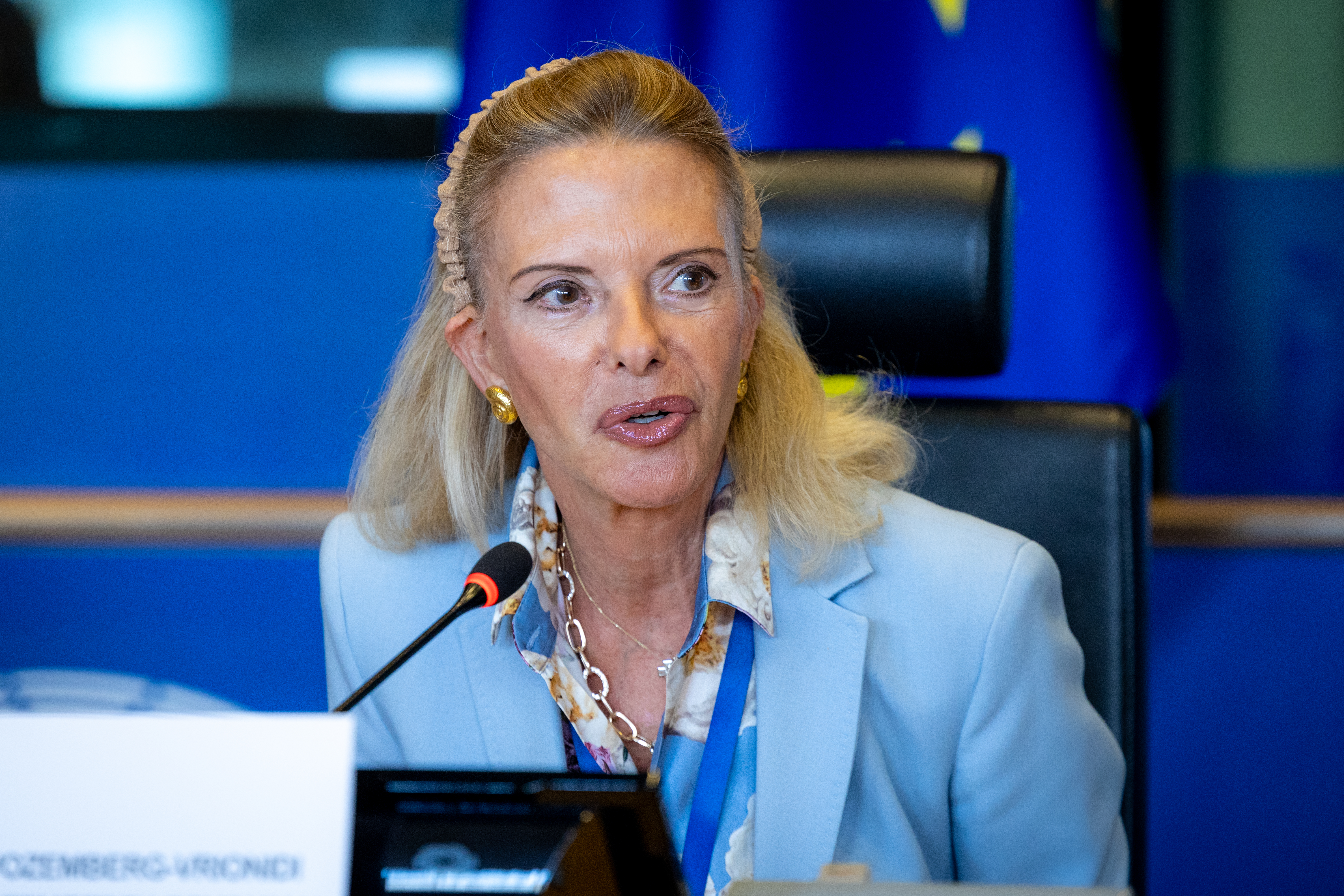
Eliza Vozemberg (2024)

Eliza Vozemberg (griechisch Ελίζα Βόζεμπεργκ, * 14. September 1956 in Athen) ist eine griechische Juristin und Politikerin der Nea Dimokratia.

## Leben
Vozemberg studierte Rechtswissenschaften. Von 2009 bis 2012 war sie Abgeordnete im Griechischen Parlament. Seit 2014 ist Vozemberg Abgeordnete im Europäischen Parlament. Dort ist sie Mitglied im Ausschuss für Verkehr und Fremdenverkehr, im Ausschuss für die Rechte der Frau und die Gleichstellung der Geschlechter, in der Delegation im Gemischten Parlamentarischen Ausschuss EU-Türkei und seit März 2021 im Ausschuss für bürgerliche Freiheiten, Justiz und Inneres.
Im Juli 2024 wurde Vozemberg zur Vorsitzenden des Ausschusses für Verkehr und Tourismus gewählt.